# Ioan Chezan
Ioan Chezan (n. 14 august 1945) este un muzician și dirijor român.

## Biografie
S-a născut în 1945, în Sântejude, în apropiere de orașul Gherla, de timpuriu a plecat la școală , mai întâi la Gherla și, mai apoi, la Cluj, fiind cel mai mic dintre cei trei băieți ai familiei.
A urmat școala gimnazială la Liceul „Petru Maior” din Gherla, unde l-a avut ca profesor de muzică pe Tiberiu Coste între anii 1957-1959. În perioada liceului (1959-1965) l-a avut ca profesor de muzică pe maestrul Marius Cuteanu. Încă din primii ani s-a îndreptat spre Școala Populară de Artă, unde a studiat flautul cu profesorul Béla Török, prim flautist la Opera Maghiară din Cluj.
A urmat studiile superioare la Academia de Muzică Gheorghe Dima din Cluj, unde l-a avut ca profesor de dirijat pe maestrul Dorin Pop. I-a avut de asemenea ca profesori pe Dorin Pop și Florentin Mihăescu la cor și dirijat, Ioan Husti la teoria muzicii, Dan Voiculescu la aranjament coral, Dieter Acker și Tudor Jarda la armonie etc.
Ca tânăr absolvent al Conservatorului, și-a început cariera didactică în toamna anului 1970, la relativ proaspătul Liceu Pedagogic înființat în județul Sălaj, în 1968. De numele lui Ioan Chezan se leagă înființarea, în 1971, a primei școli de muzică din județul Sălaj, dar și transformarea ei, 34 de ani mai târziu, în liceu de artă. Le-a condus pe ambele, în calitate de director, până în 2009 când s-a pensionat. Din 2005, tot prin strădania lui Ioan Chezan, Școala cu Program de Artă a căpătat statutul de liceu, inițiind în tainele muzicii și artelor plastice elevi începând cu clasa I și până la tineri de clasa a XII-a. „În condițiile economice actuale, copiii din Sălaj nu-și permit să urmeze un liceu în alt oraș, cum făceau până acum, când mulți dintre elevii noștri își continuau studiile la liceele de muzică din Cluj, Oradea sau Baia Mare. Și chiar ar fi fost păcat să nu le oferim această șansă, de a studia muzica, pentru că în Zalău și în județ sunt foarte mulți copii cu talent“, susține maestrul. „Școala și mai apoi liceul s-a încadrat în viața culturală a orașului Zalău și județului Sălaj ca o prezență permanentă.Aducând prestații de înaltă ținută ale elevilor și profesorilor cu ocazia diverselor manifestări, susținând viața culturală din județ și municipiu, am creat brandul Ioan Sima (Liceul de Artă „Ioan Sima”).” Ioan Chezan. Tot de numele maestrului Chezan se leagă și înfiintarea și conducerea reuniunii corale Camerata Academica Porolissensis, care a luat ființă în 1971, aflându-se de atunci până în prezent sub bagheta maestrului.
În 2008 a susținut public disertația de doctorat, cu titlul „Profesionalismul corului de cameră cu statut de ansamblu amator”, coordonat de prof. dr. Valentin Timaru.

##### Distincții
- Ordinul "Meritul pentru Învãțãmânt" in grad de Cavaler - 2004[7]

## Opere
- Camerata Academica Porolissensis : străluciri la a 35-a aniversare (2006)[8]
- Sună clopoțelul : culegere de cântece pentru cei mici (2006)
- Camerata Academica Porolissensis – volum coordonat de Ioan Chezan (2006)
- Profesionalismul corului de cameră cu statut de ansamblu amator (2009)[9]